# Ulica Bartosza Głowackiego w Sanoku
Ulica Bartosza Głowackiego w Sanoku – ulica w dzielnicy Zatorze miasta Sanoka.
Została nazwana imieniem Bartosza Głowackiego w 1913 i wyznaczona na tzw. Przeddworciu od stacji kolejowej Sanok Miasto (skąd odbiega na północ także ustanowiona wówczas ulica Henryka Sienkiewicza) w kierunku południowym do Stróż Małych. W przeszłości wzdłuż biegu późniejszej ulicy znajdowały się ogrody należące do fundacji szpitalnej; później na tym terenie powstał dwuszeregowy pas wybudowanych willi z początku XX wieku. Podczas II wojny światowej w trakcie okupacji niemieckiej ulica została przemianowana na Bergstrasse.
W początku biegu ulica stanowi most nad Potokiem Płowieckim.
Ulica Bartosza Głowackiego przynależy do rzymskokatolickiej parafii Przemienienia Pańskiego w Sanoku. Do ulicy dojeżdża linia autobusowa nr 7 MKS w Sanoku.

## Historia, zabudowa i mieszkańcy

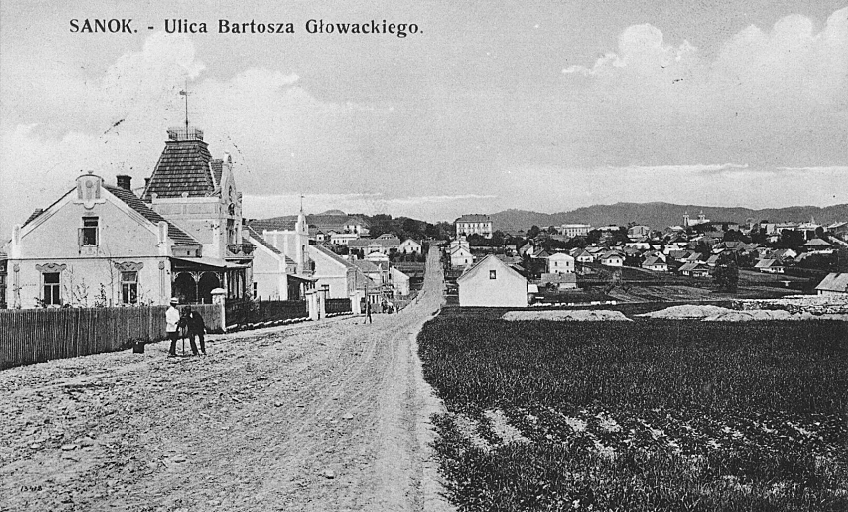
Widok ze szczytu ulicy (ok. 1911)

Ulica została utworzona w 1908 na gruncie należącym wcześniej do Stupnickiej. Leżała na terenie gminy Posada Sanocka, włączonej do miasta Sanoka w 1910 w wyniku decyzji Wydziału Krajowego we Lwowie z 1909 roku. Następnie znalazła się w miejskiej dzielnicy Zatorze.
Głównym architektem ulicy był architekt Stanisław Mazurek (mieszkał w domu nr 7). W latach od 1900 do 1908 w obrębie obecnej ulicy zostało wybudowanych kilkanaście domów, w których zamieszkiwali m.in. urzędnicy miejscy. W przeszłości, głównie do końca istnienia II Rzeczypospolitej przy ulicy zamieszkiwali zwykle przedstawiciele inteligencji, profesorowie, urzędnicy (z tego względu osiedle zostało określone jako kolonia urzędnicza). W czasie I wojny światowej budynki przejęli Rosjanie, a w czasie okupacji podczas II wojny światowej okupanci niemieccy.
Przy ulicy zamieszkiwali: ww. architekt Mazurek; w domu wybudowanym w 1905 pod obecnym numerem 1 rodzina Dukietów (w tym prokurator Władysław Dukiet i jego syn Mieczysław – późniejszy lekarz, Janusz – prawnik i oficer, Włodzimierz, Zbigniew – późniejszy urzędnik bankowy), a później rodzina Czechów (w tym lekarz Edward Czech); rodzina Brzozowskich (w tym radca sądowy i sędzia Ksawery Korab-Brzozowski, jego synowie, żołnierze artylerii Wojska Polskiego: Wacław, Witold i Władysław); rodzina Zembatych (w tym sędzia); Zofia Skołozdro w domu pod numerem 4; w domu pod numerem 6 lekarz dr Kazimierz Niedzielski; w domu pod obecnym numerem 8 rodzina Groblewskich (w tym Michał Groblewski, powstaniec styczniowy z 1863, właściciel obszarów ziemskich w Szczawnem); pod numerem 10 dr Bolesław Skwarczyński; pod obecnym numerem 13 rodzina Fastnachtów (dom wybudowany przez Władysława Fastnachta – pierwotnie pod numerem 11, zamieszkiwał w nim m.in. jego syn Adam Fastnacht, po wojnie w zmienionym numerze 17 jego córka Janina Fastnacht i jej syn Marian); w domu pod numerem 17 Zofia Rajchel, rodzina Wajdów (w tym inż. Roman Wajda); w domu pod numerem 12 prokurator Mieczysław Hepter (do 1939), rodzina Ćwiertniów (w tym inż. Aleksander Ćwiertnia); w domu pod numerem 18 mieszkała pianistka i pedagog Wanda Kossakowa; w domu pod numerem 19 zamieszkiwał wraz z rodziną sędzia i radca prawny dr Bolesław Gawiński, po jego śmierci dom nabył lekarz weterynarii i oficer Wojska Polskiego por. dr Ludwik Hellebrand, a pod koniec lat 50. jego syn, aktor teatralny Zbigniew Hellebrand, sprzedał dom na rzecz rodziny Włodzimierza Marczaka, który zamieszkiwał tam do śmierci w 2016; obok domu Gawińskiego na przełomie 1912/1913 wybudował dom Kwoczyński, rodzina Edwarda Pilawskiego (majstra kolejowego w Fabryce Wagonów, działającego w ruchu socjalistycznym); w domu pod obecnym numerem 27, o zwyczajowo przyjętej nazwie „koci zamek” (zbudowany albo 1875-1899 albo 1910-1911 przez urzędnika Lubowieckiego) po 1918 zamieszkiwał w niej z rodziną funkcjonariusz żandarmerii i policji Wilhelm Krebs (1878-1953, z żoną Marią z domu Barońską 1883-1958, wówczas pod numerem 25), a w okresie II wojny światowej Tadeusz Wójtowicz (kupiec, podczas okupacji niemieckiej budynek stanowił miejsce spotkań działaczy podziemnej konspiracji, po wojnie zamieszkała w nim rodzina Hydzików); Stanisław Kawski, prezes sądu Stanisław Korman, Paweł Kosina, Stanisław Jan Piątkiewicz (zm. 1970); w domach pod numerami 7 i 17 rodzina Poschingerów (w tym mjr Kazimierz Poschinger), w domach pod numerami 4 i 6 rodzina Teodorowiczów, z których Józef i Romualda byli farmaceutami; nauczyciele i pedagodzy: Rein (profesor sanockiego gimnazjum), Artur Wojtowicz, w domu pod numerem 7 Halina Frippel, pod numerem 8 Bogdan Siekierzyński i ks. Józef Siekierzyński, pod numerem 21 ppłk Henryk Trzos (do 1939), Maria Gładysz, w domu pod numerem 23 Józef Bogaczewicz, a od 1946 Józef Stachowicz, pod numerem 30 Bruno Latawiec (do 1939), pod numerem 32 Zofia Rozenbajgier. Przy ulicy zamieszkiwał radca sądu krajowego Franciszek Limbach, Stefan Rapf (c.k. geometra ewidencyjny), Roman Skoczyński (z rodziną, w tym z synem Jerzym), rodzina drogomistrza Alfreda Lubowieckiego (w tym syn Józef).
Do gminnego rejestru zabytków miasta Sanoka, opublikowanego w 2015, zostały wpisane budynki pod numerami 1, 5, 7, 8, 10, 12, 13, 16, 17, 18, 19, 20, 23, 25, 26, 27a ulicy.
Poeta Janusz Szuber zawarł odniesienia do ulicy i jej mieszkańców w swojej publikacji pt. Mojość z 2005.